# Upcykling

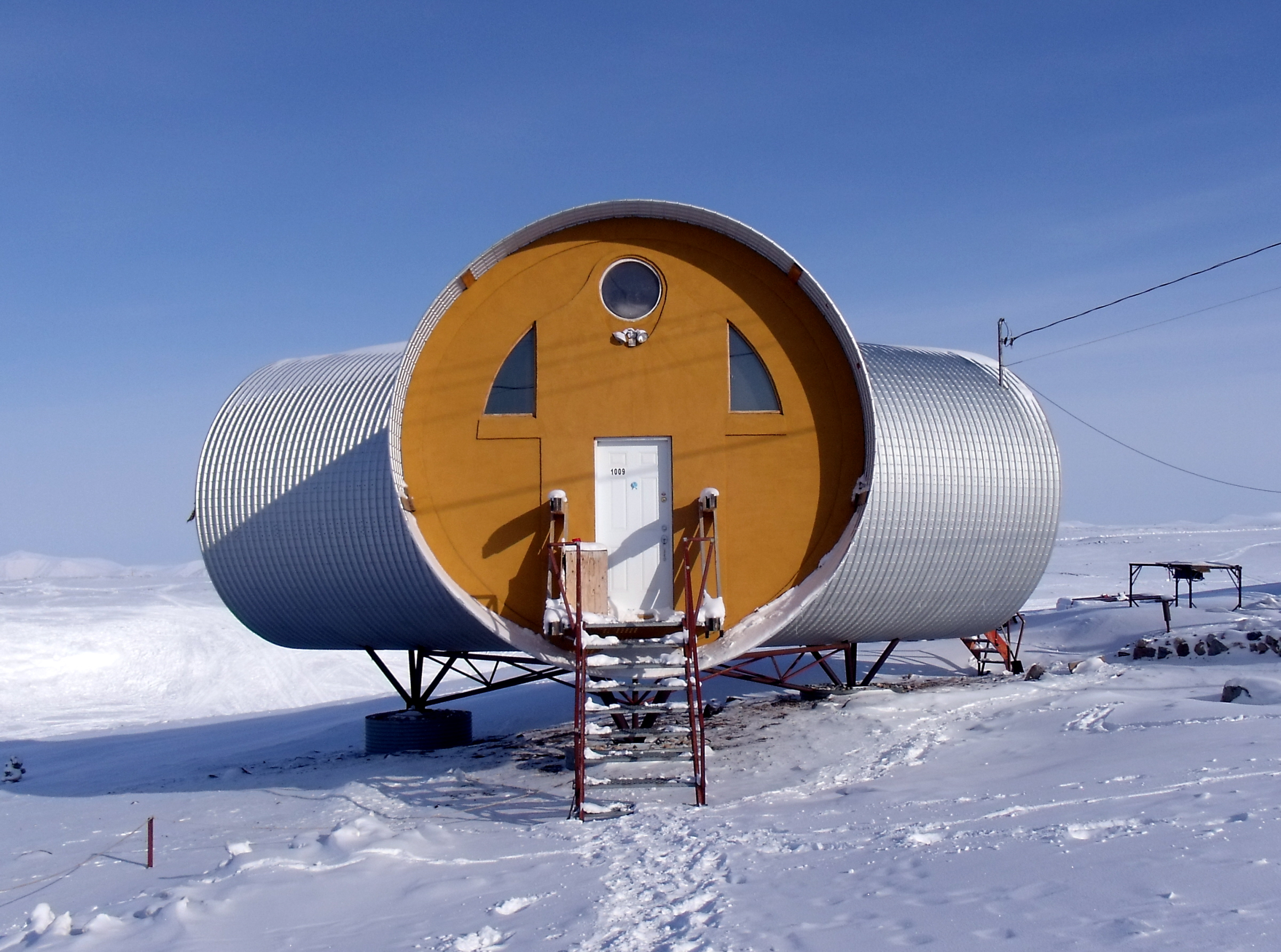
Upcykling w budownictwie – dom wykonany z kawałków rur

Upcykling – forma przetwarzania wtórnego odpadów, w wyniku którego powstają wyroby o wartości wyższej, traktowane jako wartościowe surowce. Proces ten pozwala zmniejszyć zarówno ilość odpadów, jak i materiałów wykorzystywanych w produkcji pierwotnej.
Koncepcja upcyklingu jako przeciwieństwo downcyklingu (czyli przetworzenia surowców z jednoczesnym obniżeniem jakości materiału) została przedstawiona przez Riemanna Verlaga w publikacji Upcycling z 1999 roku. Określenie to zostało rozpowszechnione przez Williama McDonougha oraz Michaela Braungarta, autorów książki Cradle to Cradle: Remaking the Way We Make Things w 2002 roku. Przykładem upcyklingu jest szycie toreb z plandek samochodowych i bannerów reklamowych lub produkcja sandałów ze zużytych opon samochodowych.